# تائو ژیان
تائو ژیان (انگلیسی: Tao Yuanming; c. 365 – 427) Official، شاعر اهل دودمان جین شرقی بود.